# Poromitra kukuevi
Poromitra kukuevi är en fiskart som beskrevs av Kotlyar 2008. Poromitra kukuevi ingår i släktet Poromitra och familjen Melamphaidae. Inga underarter finns listade i Catalogue of Life.